# Schraderobryum minutipes
Schraderobryum minutipes là một loài Rêu trong họ Sematophyllaceae. Loài này được (Cardot) Broth. miêu tả khoa học đầu tiên năm 1925.